# Гринвил (Тексас)
Гринвил (енгл. Greenville) град је у америчкој савезној држави Тексас. По попису становништва из 2010. у њему је живело 25.557 становника.

## Демографија
Према попису становништва из 2010. у граду је живело 25.557 становника, што је 1.597 (6,7%) становника више него 2000. године.
| Група             | 2000.          | 2010.          |
| Белци             | 15.397 (64,3%) | 14.746 (57,7%) |
| Афроамериканци    | 4.518 (18,9%)  | 4.282 (16,8%)  |
| Азијати           | 146 (0,6%)     | 274 (1,1%)     |
| Хиспаноамериканци | 3.511 (14,7%)  | 5.733 (22,4%)  |
| Укупно            | 23.960         | 25.557         |